# 万泉河桥站
万泉河桥站是一个位于中国北京市海淀区海淀街道与万柳地区交界北四环西路、万泉河路交叉口，属于北京地铁16号线的地铁车站，2020年12月31日随16号线中段开通运营。

## 车站構造

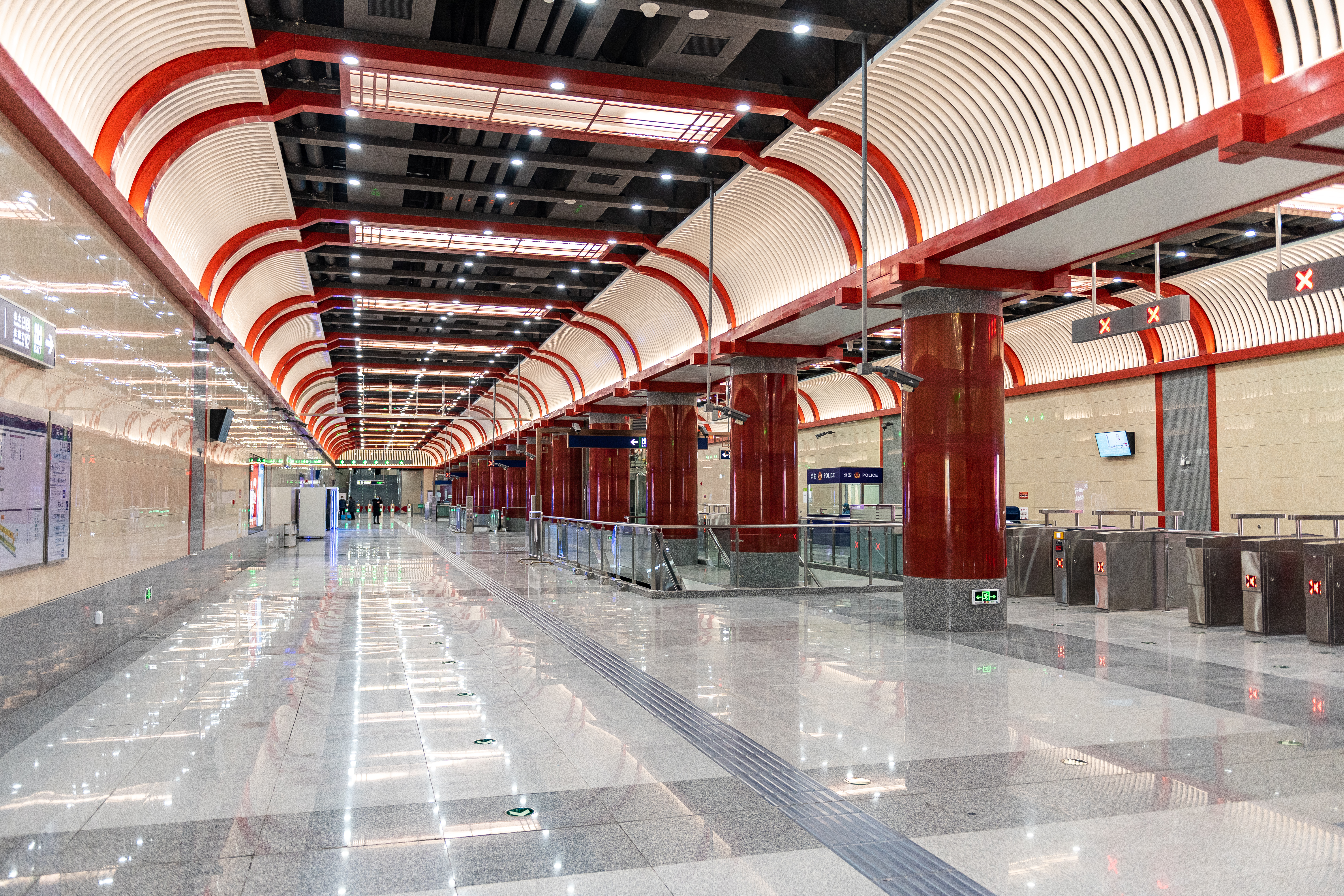
站厅（2020年12月摄）

### 车站楼层
本站是地下双层单柱双跨岛式车站，总体呈东西向，车站最大深度达15米。本站站台层楼扶梯侧设置艺术玻璃“西山盛景”，车站装修则借助单柱双跨的站型特征，并结合明清北方官家园林建筑的风格，着力体现梁柱、木构搭接的传统。
| 地面层          | 出入口                     | 出入口                           |
| 地下一层 站厅层 | 站厅                       | 票务服务、自动售票机、一卡通充值 |
| 地下二层 站台层 |                            | █ 16号线往北安河（西苑）         |
| 地下二层 站台层 | 岛式站台，左側開门         |                                  |
| 地下二层 站台层 | █ 16号线往宛平城（苏州街） |                                  |

### 站台
万泉河桥站设有一座岛式站台，位于北四环西路北侧地底。

## 出入口
万泉河桥站共设有三个出入口。
|                       |            | |      |            |
| 编号                  | 指示       | 建议前往的目的地 | 照片 | 无障碍设施 |
| 出口 · A · 升降机标志 | 万泉河路   | 万泉河路（西侧）、海淀公园、万柳高尔夫俱乐部、中关村国际创新中心                                                                               |      |            |
| 出口 · B              | 北四环西路 | 北四环西路（北侧）、北京市八一中学（北校区）、中关村第二小学万泉河分校、海淀体育中心、海淀区政府综合办公楼、海淀新技术大厦、中关村国际创新大厦 |      | 不適用     |
| 出口 · C              | 北四环西路 | 北四环西路（南侧）、中关村图书大厦、大恒科技大厦                                                                                               |      | 不適用     |
| 註： 設有             |            | |      |            |

## 车站历史

### 站线规划
2011年，在16号线（包括海淀山后线）最初的计划中，山后线出西苑后斜穿畅春园公园、下穿海淀体育馆后沿颐和园路向南，并设海淀桥站，再由海淀桥向南至苏州街站。彼时北京大学因校园东侧4号线（含北京大学东门站）的避振措施未能取得理想效果，东侧理科楼群的高精密仪器受振动影响，北大于2011年计划将原校医院区域这一燕园主校区仅存的受地铁振动影响较小的区域改建为精密仪器楼群，而山后线的规划方案恰从北大西墙外颐和园路的地下穿行，距精密仪器楼群仅200米，这意味着精密仪器搬迁后也会受到地铁振动的影响，而且更加严重，北大的科研工作也会受到严重影响。为此，北京市规划委不得不对地铁振动影响以及解决方案展开研究，来自北大的全国人大代表也在2012年全国两会上就此提交议案。
2013年8月5日，北京市规划委公布16号线的拟定调整方案，西苑-苏州街段改沿万泉河路向南，穿过中直东路后再向西南下穿海淀乡政府，在海淀公园地下向东转弯，并在万泉河桥设置万泉河桥站，线路在北四环西路北侧向东，在海淀桥西侧转向南，沿苏州街向南至苏州街站。 此前的研究表明，原线位在采取减震降噪措施后仍无法满足北大精密仪器的使用要求。同年12月，铁道第三勘察设计院发布的北京地铁16号线二期（原海淀山后线）工程环境影响报告书简本已包括万泉河桥站。

### 建设
万泉河桥地铁站于2014年9月6日开工，同年12月7日转入车站主体导洞施工。车站导洞于2016年3月15日顺利下穿万泉河桥，并于同年4月7日成功下穿万泉河及其辅路跨河桥。2017年3月，西苑站至本站区间双线隧道实现洞通，该区间成为16号线南段首个贯通区间。